# Richard Rodgers
Pour les articles homonymes, voir Rodgers.
Ne doit pas être confondu avec l'architecte britannique Richard Rogers.
 (février 2020).
Si vous disposez d'ouvrages ou d'articles de référence ou si vous connaissez des sites web de qualité traitant du thème abordé ici, merci de compléter l'article en donnant les références utiles à sa vérifiabilité et en les liant à la section « Notes et références ».
Richard Charles Rodgers est un compositeur, scénariste et producteur américain né le 28 juin 1902 à New York, et mort le 30 décembre 1979 à New York (États-Unis). Il a écrit plus de 900 chansons et 43 comédies musicales de Broadway. Il a également composé de la musique pour le cinéma et la télévision. Il est surtout connu pour sa collaboration avec les paroliers Lorenz Hart et Oscar Hammerstein II. Ses compositions ont eu un impact significatif sur la musique populaire jusqu'à nos jours.
Rodgers a été la première personne à remporter les prix considérés comme les plus prestigieux du show-business télévisuel, de l'enregistrement, du cinéma et de Broadway : Emmy Awards, Grammy Awards, Oscar et Tony Awards. Il a également remporté le prix Pulitzer.

## Biographie

### Enfance et études
Né dans une famille juive prospère d'origine allemande à Arverne, dans le Queens, à New York, Rodgers est le fils de Mamie (Levy) et du Dr William Abrahams Rodgers, un éminent médecin. Richard commence à jouer du piano à l'âge de six ans. Il fait ses études secondaires à la Townsend Harris Hall et la DeWitt Clinton High School. Il passe ses étés dans le camp de vacances de Wigwam à Waterford, dans le Maine, où il compose certaines de ses premières chansons.
Richard Rodgers, Lorenz Hart, et Oscar Hammerstein II ont tous fréquenté l'Université Columbia. À Columbia, Rodgers a rejoint la fraternité étudiante Pi Lambda Phi International Fraternity Inc. (ΠΛΦ ou Pilam). En 1921, il poursuit ses études à l'Institute of Musical Art (aujourd'hui la Juilliard School). Rodgers est influencé par des compositeurs tels que Victor Herbert et Jerome Kern, ainsi que par les opérettes que ses parents l'ont emmené voir à Broadway quand il était enfant.

### Carrière

#### Rodgers et Hart

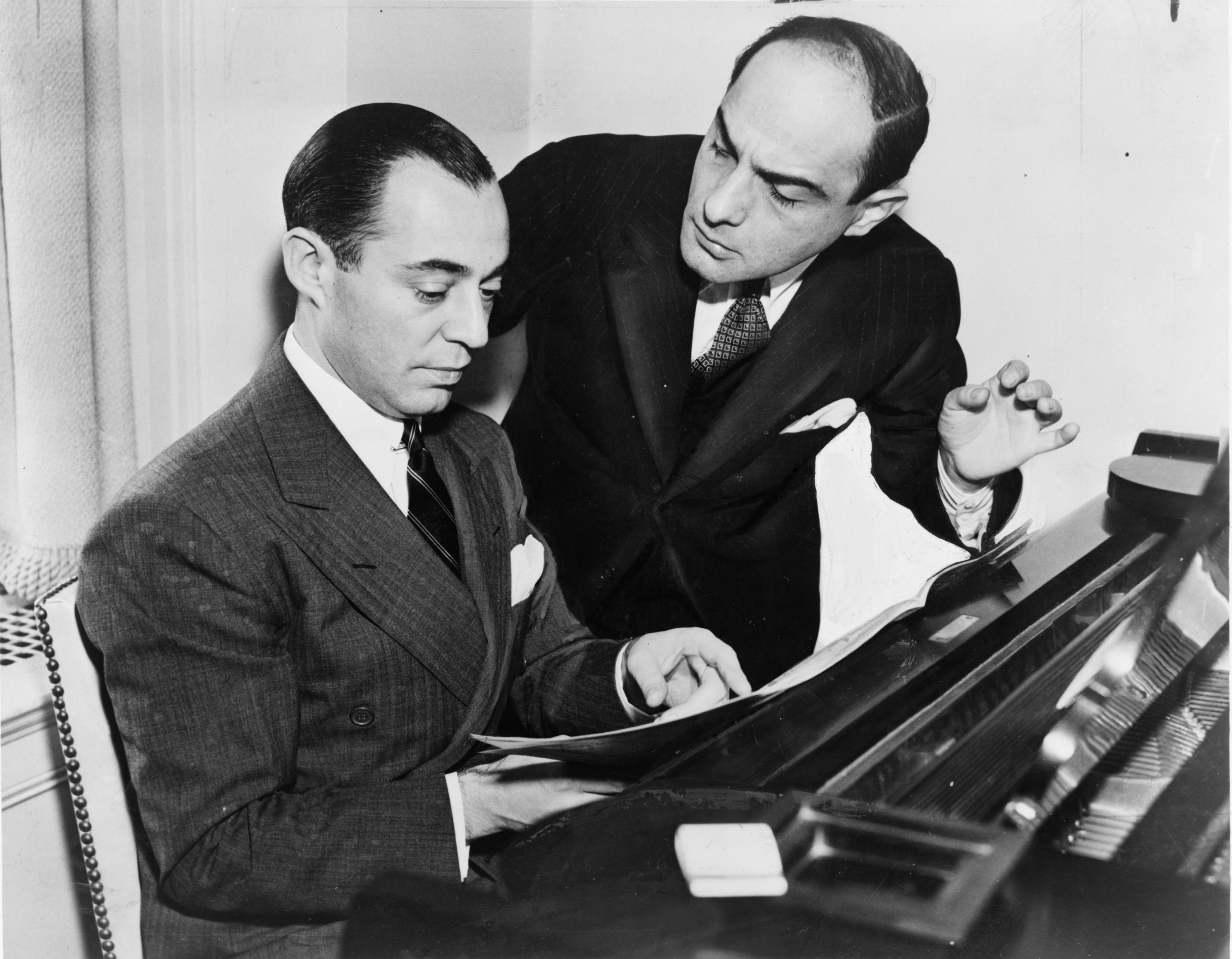
Richard Rodgers (assis) avec Lorenz Hart en 1936

En 1916, Richard a rencontré Lorenz Hart, grâce à Phillip Leavitt, un ami du frère aîné de Richard. Rodgers et Hart ont galéré pendant des années dans le domaine de la comédie musicale. Ils ont écrit plusieurs spectacles amateurs. En 1919, ils font leurs débuts professionnels avec la chanson « Toute Old Place With You », dans la comédie musicale de Broadway A Lonely Romeo. Leurs premières productions professionnelles, dans les années 1920, sont Poor Little Ritz Girl et The Melody Man.
Dès sa sortie de l'université, Rodgers travaille comme directeur musical pour Lew Fields. Il accompagne des vedettes comme Nora Bayes et Fred Allen. Il envisage de quitter le show-business pour vendre des sous-vêtements pour enfants. Finalement, en 1925, avec Hart, ils écrivent des chansons pour un spectacle de charité présenté au prestigieux Theatre Guild, The Garrick Gaieties. Les critiques trouve le spectacle frais et délicieux. Destiné à une seule représentation, le Theatre Guild profite du succès obtenu pour le prolonger. Il sera régulièrement mis à l'affiche jusqu'en 1930. Durant cette époque, Rodgers et Hart, auteurs reconnus, écrivent des shows à succès pour Broadway et Londres, entre autres : Dearest Enemy (1925), The Girl Friend (1926), Peggy-Ann (1926), A Connecticut Yankee (1927), et Present Arms (1928). On y retrouve des chansons qui deviendront des standards, comme « Here in My Arms », « Mountain Greenery », « Blue Room », « My Heart Stood Still » et « You Took Advantage of Me ».
Avec la crise économique de la première moitié des années 1930, l'équipe cherche des pâturages plus verts à Hollywood. Le travailleur infatigable qu'est Rodgers regrette plus tard ces années relativement creuses, mais lui et Hart écrivent quelques chansons classiques et des musiques de films comme Love Me Tonight, réalisé en 1932 par Rouben Mamoulian, qui conduit plus tard à la comédie musicale Oklahoma! à Broadway). Rodgers compose également une mélodie pour que Hart en écrive les paroles. Les trois premières versions sont un échec. La quatrième donne naissance à l'une de leurs chansons les plus célèbres Blue Moon. Au cinéma, il compose les partitions de Le Président fantôme (1932), avec George M. Cohan, Hallelujah, I'm a Bum (1933), avec Al Jolson et Mississippi (1935), avec Bing Crosby and W. C. Fields.
En 1935, ils retournent à Broadway et écrivent une série presque ininterrompue de succès qui prend fin avec le décès de Hart en 1943. Parmi les plus célèbres : Jumbo (1935), On Your Toes (1936, qui inclut le ballet Slaughter on Tenth Avenue, sur une chorégraphie de George Balanchine, Babes in Arms (1937), I Married an Angel (1938), The Boys from Syracuse (1938), Pal Joey (1940), et By Jupiter (1942). Rodgers a également contribué au livret de plusieurs de ces spectacles.
De nombreux chansons sont encore chantées et sont dans toutes les mémoires : The Most Beautiful Girl in the World, My Romance, Little Girl Blue, I'll Tell the Man in the Street, There's a Small Hotel, Where or When », My Funny Valentine, The Lady Is a Tramp, Falling in Love with Love, Bewitched, Bothered and Bewildered, et Wait till You See Her.
En 1939, il écrit Ghost Town pour les Ballets russes de Monte-Carlo, avec une chorégraphie de Marc Platoff.

#### Rodgers et Hammerstein
Le partenariat avec Hart se termine à cause de problèmes d'inspiration de la part du parolier et de sa santé qui se dégrade de plus en plus. Rodgers commence alors à collaborer avec Oscar Hammerstein II, avec qui il avait déjà écrit des chansons (avant même de travailler avec Lorenz Hart). Leur première comédie musicale, Oklahoma! (1943), marque le début du partenariat le plus réussi dans l'histoire de la comédie musicale américaine dont ils révolutionnent la forme. Ce qui était autrefois une série de chansons, de danses et de numéros comiques reliés par une intrigue très légère devient une œuvre cohérente.
L'équipe crée quatre autres grands succès qui sont parmi les plus populaires de toutes les comédies musicales et ont fait l'objet de films célèbres : Carousel (1945), South Pacific (1949, lauréat du Prix Pulitzer 1950 pour le théâtre), The King and I (Le Roi et moi, 1951), et The Sound of Music (La Mélodie du bonheur, 1959). D'autres spectacles sont moins connus, comme Au rythme des tambours fleuris (1958), parfois des échecs relatifs : Allegro (1947), Me and Juliet (1953) et Pipe Dream (1955). Ils écrivent également la partition du film State Fair (1945) et une comédie musicale pour la télévision, Cinderella (1957).
Leur collaboration a produit beaucoup de chansons bien connues : Oh, What a Beautiful Mornin, People Will Say We're in Love, Oklahoma!, If I Loved You, You'll Never Walk Alone, It Might as Well Be Spring, Some Enchanted Evening, Getting to Know You, My Favorite Things, The Sound of Music, Sixteen Going on Seventeen, Climb Ev'ry Mountain, Do-Re-Mi, et Edelweiss, la dernière chanson d'Hammerstein.
Une grande partie du travail de Rodgers avec Hart et Hammerstein a été orchestrée par Robert Russell Bennett. Rodgers compose de douze thèmes que Bennett utilise dans la préparation de la partition d'orchestre pour le 26e épisode du documentaire télévisé World War II, Victory at Sea (1952-1953). Cette production de la NBC a lancé le documentaire de compilation où la programmation est basée sur des images préexistantes. Cette série est diffusée dans des dizaines de pays. La mélodie de la chanson populaire « No Other Love » est le thème de Victory at Sea, sous le nom « Beneath the Southern Cross ». Rodgers a remporté un Emmy Awards pour la musique du documentaire de la ABC sur Winston Churchill : The Valiant Years, musique arrangée par Eddie Sauter, Hershy Kay, et Robert Emmett Dolan. Il composé le thème de la « Marche des Clowns », pour la série télévisée The Greatest Show on Earth (30 épisodes de 1963 à 1964). Il contribue également au thème principal titre à la série historique  The Great Adventure (1963-1964).
En 1950, Rodgers and Hammerstein reçoivent The Hundred Year Association of New York's Gold Medal Award « en reconnaissance aux services rendus à la ville de New York ». Rodgers, Hammerstein, et Joshua Logan remportent le prix Pulitzer pour South Pacific. Rodgers et Hammerstein avaient déjà remporté un prix spécial Pulitzer en 1944 pour Oklahoma !.
En 1954, Rodgers dirige l'Orchestre philharmonique de New York dans des extraits de Victory at Sea, Slaughter on Tenth Avenue et la valse de Carousel Waltz pour un LP spécial publié par Columbia Records.
Au total, pour leurs comédies musicales, Rodgers et Hammerstein ont remporté 35 Tony Awards, 15 Oscars, deux prix Pulitzer, deux Grammy Awards et deux Emmy Awards.

#### L'après Hammerstein
Après la mort de Hammerstein en 1960, Rodgers a écrit les paroles et la musique d'un nouveau projet pour Broadway No Strings (1962, qui lui a valu deux Tony Awards). Le spectacle a obtenu un succès mineur mais on y entend peut-être sa dernière grande chanson, « The Sweetest Sounds ».
Rodgers a également écrit les paroles et la musique pour deux nouvelles chansons utilisées dans la version cinématographique de The Sound of Music. (Les autres chansons dans ce film sont de Rodgers et Hammerstein.)
Rodgers a continué à travailler avec des paroliers comme Stephen Sondheim (« Do I Hear a Waltz? »), un protégé de Hammerstein ; Martin Charnin (« Two by Two », « I Remember Mama ») et Sheldon Harnick (« Rex »).
En 1978, le Barnard College lui décerne sa plus haute distinction Rodgers, la Barnard Medal of Distinction.

#### Mort et postérité
Richard Rodgers décède en 1979 à l'âge de 77 ans après avoir survécu à un cancer de la mâchoire, une crise cardiaque, et une laryngectomie. Il est incinéré et ses cendres sont dispersées en mer.
En 1990, le théâtre de la 46e rue est rebaptisé le Richard Rodgers Theatre. En 1999, Rodgers et Hart figurent sur des timbres-poste des États-Unis. En 2002, le centenaire de la naissance de Rodgers est célébré dans le monde entier avec des livres, des rétrospectives, des spectacles, de nouveaux enregistrements de sa musique, et une reprise à Broadway de Oklahoma !. À Londres The Proms lui consacre toute une soirée avec, entre autres, des extraits d'Oklahoma !
Plusieurs écoles américaines portent le nom de Richard Rodgers. Il fait partie de l'American Theater Hall of Fame.

### Relations avec les artistes
Rosemary Clooney a enregistré une version swing de « Falling In Love With Love ». Après la session d'enregistrement, Richard Rodgers lui dit ostensiblement que la chanson doit être chantée comme une valse. En 1961, l'arrangement doo-wop de la chanson Rodgers et Hart « Blue Moon » par The Marcels rend Rodgers si furieux qu'il écrit une pleine page de journal pour inciter les gens à ne pas l'acheter. Ses efforts sont vains car il a atteint le no 1 au hit-parade. Par contre, lorsqu'il entend la version de Doris Day de « I have dreamed » en 1961, il lui écrit et à son arrangeur, James Harbert, que c'est la plus belle interprétation de sa chanson jamais enregistrée.
Peggy Lee enregistre une version personnelle de « Lover », radicalement différente de celle initialement conçu par lui, Rodgers dit : «Je ne sais pas pourquoi Peggy m'a volé cette chanson, elle aurait même foutu en l'air (fucked up) « Douce nuit »[10]. Mary Martin a affirmé que Richard Rodgers lui a composé des chansons pour South Pacific, connaissant ses limites vocales, et respectant ses suggestions. Rodgers et Hammerstein auraient souhaité Doris Day pour le premier rôle de la version cinématographique de South Pacific. Mais les exigences de l'artiste et de son manager et mari, Martin Melcher étaient trop élevées. Le rôle est allé à Mitzi Gaynor.

### Vie privée
En 1930, Rodgers épouse Dorothy Belle Feiner. Leur fille, Mary, a composé la comédie musicale Once Upon a Mattress et est un auteur de livres pour enfants. Les Rodgers ont, plus tard, perdu une fille à la naissance, mais une autre fille, Linda, est née dans les années 1930. Le fils de Mary Rodgers, Adam Guettel, aussi un compositeur de théâtre musical. Il remporte en 2005 un Tony Awards pour la meilleure musique et les meilleures orchestrations pour The Light in the Piazza. Peter Melnick, le fils de Linda Rodgers est le compositeur de Adrift In Macao, créée au théâtre de Philadelphie en 2005 et produit Off-Broadway en 2007.

## Autres influences
- L'Internet Movie Database répertorie 276 films et 46 émissions de télévision comportant une bande son signée Rodgers.
- En 1960, le saxophoniste John Coltrane enregistre une version jazz de My Favorite Things de The Sound of Music. Ce morceau fera partie de son répertoire régulier.
- L'ouverture de Carousel, You'll Never Walk Alone devenue un standard, repris par de très nombreux artistes, et l'hymne de plusieurs équipes de football.
- Jerry Lewis a terminé son téléthon en chantant You'll Never Walk Alone
- « Oh, What a Beautiful Mornin » d'Oklahoma! est parfois confondu avec une chanson folklorique traditionnelle.
- « Happy Talk » est repris par Daniel Johnston et Jad Fair. Captain Sensible en a fait, dans les années 1980, une version burlesque. Le rappeur britannique Dizzee Rascal utilise le refrain de cette chanson.
- Plusieurs distinctions professionnelles du théâtre musical portent le nom de Rodgers.

## Spectacles

### Paroles de Lorenz Hart
- One Minute Please
- Fly with Me (1920)
- Poor Little Ritz Girl (1920)
- The Melody Man (1924)
- The Garrick Gaieties (1925–26)
- Dearest Enemy (1925)
- The Girl Friend (1926)
- Peggy-Ann (1926)
- Betsy (1926)
- A Connecticut Yankee (1927)
- She's My Baby (1928)
- Present Arms (1928)
- Chee-Chee (1928)
- Spring Is Here (1929)
- Heads Up! (1929)
- Ever Green (1930)
- Simple Simon (1930)
- America's Sweetheart (1931)
- Love Me Tonight (1932)
- Jumbo (1935)
- On Your Toes (1936)
- Babes in Arms (1937)
- I'd Rather Be Right (1937)
- I Married an Angel (1938)
- The Boys from Syracuse (1938)
- Too Many Girls (1939)
- Higher and Higher (1940)
- Pal Joey (1940–41)
- By Jupiter (1942)
- Rodgers & Hart (1975), Rodgers and Hart revue musical

### Paroles d'Oscar Hammerstein II
- Oklahoma ! (1943)
- Carousel (1945)
- State Fair (1945) (film)
- Allegro (1947)
- South Pacific (1949)
- Le Roi et moi (1951)
- Me and Juliet (1953)
- Pipe Dream (1955)
- Cinderella (1957)
- Au rythme des tambours fleuris (Flower Drum Song) (1958)
- La Mélodie du bonheur (1959)
- A Grand Night for Singing (1993), Rodgers and Hammerstein revue musical
- State Fair (1996) (musical)

### Autres paroliers et œuvres personnelles
- Victory at Sea (1952) (Robert Russell Bennett)
- No Strings (1962) (lyrics by Rodgers)
- Do I Hear a Waltz? (1965) (Stephen Sondheim)
- Androcles and the Lion (TV) (1967) (lyrics by Rodgers)
- Two by Two (1970) (Martin Charnin)
- Rex (1976) (Sheldon Harnick)
- I Remember Mama (1979) (Martin Charnin/Raymond Jessel)

## Filmographie

### Compositeur
- 1930 : Spring Is Here
- 1930 : Leathernecking
- 1930 : Heads Up
- 1932 : Aimez-moi ce soir (Love Me Tonight)
- 1932 : Le Président fantôme (The Phantom President)
- 1933 : Hallelujah I'm a Bum
- 1934 : Hollywood Party
- 1934 : Toujours vingt ans (Evergreen) de Victor Saville (film britannique)
- 1935 : Mississippi
- 1936 : Le Danseur pirate (Dancing Pirate)
- 1939 : Place au rythme
- 1939 : Sur les Pointes
- 1940 : The Boys from Syracuse
- 1940 : Too Many Girls
- 1941 : They Met in Argentina
- 1942 : By Jupiter
- 1943 : Amour et Swing (Higher and Higher)
- 1945 : La Foire aux illusions (State Fair)
- 1952 : Victory at Sea (série TV)
- 1953 : Main Street to Broadway
- 1954 : Victory at Sea (TV)
- 1955 : Oklahoma !
- 1955 : Max Liebman Presents: Dearest Enemy (TV)
- 1956 : Carousel
- 1956 : Le Roi et moi (The King and I)
- 1957 : Cinderella (TV)
- 1957 : Slaughter on Tenth Avenue
- 1957 : La Blonde ou la Rousse (Pal Joey)
- 1958 : South Pacific
- 1960 : Winston Churchill: The Valiant Years (série TV)
- 1961 : Au rythme des tambours fleuris (Flower Drum Song)
- 1962 : La Foire aux illusions (State Fair)
- 1962 : Jumbo, la sensation du cirque (Billy Rose's Jumbo)
- 1965 : La Mélodie du bonheur (The Sound of Music)
- 1965 : Cinderella (TV)
- 1966 : The Swinger
- 1967 : Carousel (TV)
- 1967 : Androcles and the Lion (TV)
- 1986 : The Boys from Syracuse (TV)
- 1992 : George Shearing: Lullaby in Birdland (vidéo)
- 1995 : Some Enchanted Evening: Celebrating Oscar Hammerstein II (TV)
- 1996 : Rodgers & Hammerstein: The Sound of Movies (TV)
- 1997 : La Légende de Cendrillon (TV)
- 1999 : The Rodgers & Hart Story: Thou Swell, Thou Witty (TV)
- 2000 : Dancer in the Dark (Denmark) (Dancer in the Dark)
- 2002 : Richard Rodgers: Some Enchanted Evening (TV)
- (chanson) : Innocent losenome blue baby

### Scénariste
- 1965 : Cinderella (TV)

### Producteur
- 1955 : Oklahoma !

### Acteur
- 1933 : Hallelujah I'm a Bum : Photograper's Assistant